# 香港回歸紀念塔

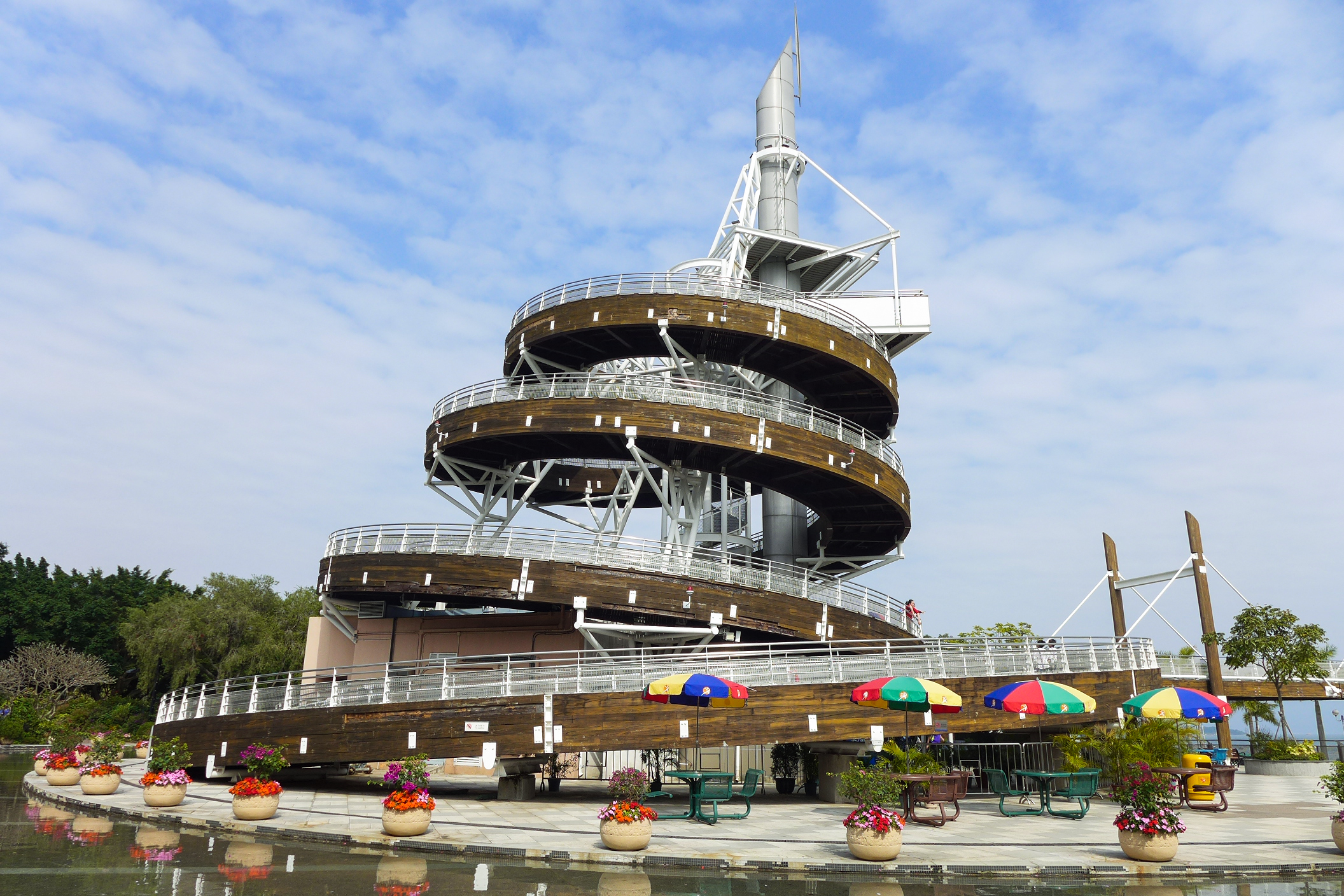
香港回歸紀念塔

香港回歸紀念塔（英語：Hong Kong Lookout Tower）是香港的一座紀念塔，位於新界大埔區大埔海濱公園（當年英國接管新界之時的登陸之地），於1997年與公園同步開放，以紀念香港回歸中國。
該塔高32.45米，塔下有碑記說明興建意義，大意是新界鄉民在香港被割讓予英國初年保衛鄉土、壯烈犧牲；香港淪陷，鄉民對日抗戰；以至香港重光，新界發展，鄉民積極參與，貢獻重大。碑文又指出，英國接管新界之時，從紀念塔的位置首次登陸，所以在香港回歸中國之際，在該地點建塔以示紀念。

## 相关图片

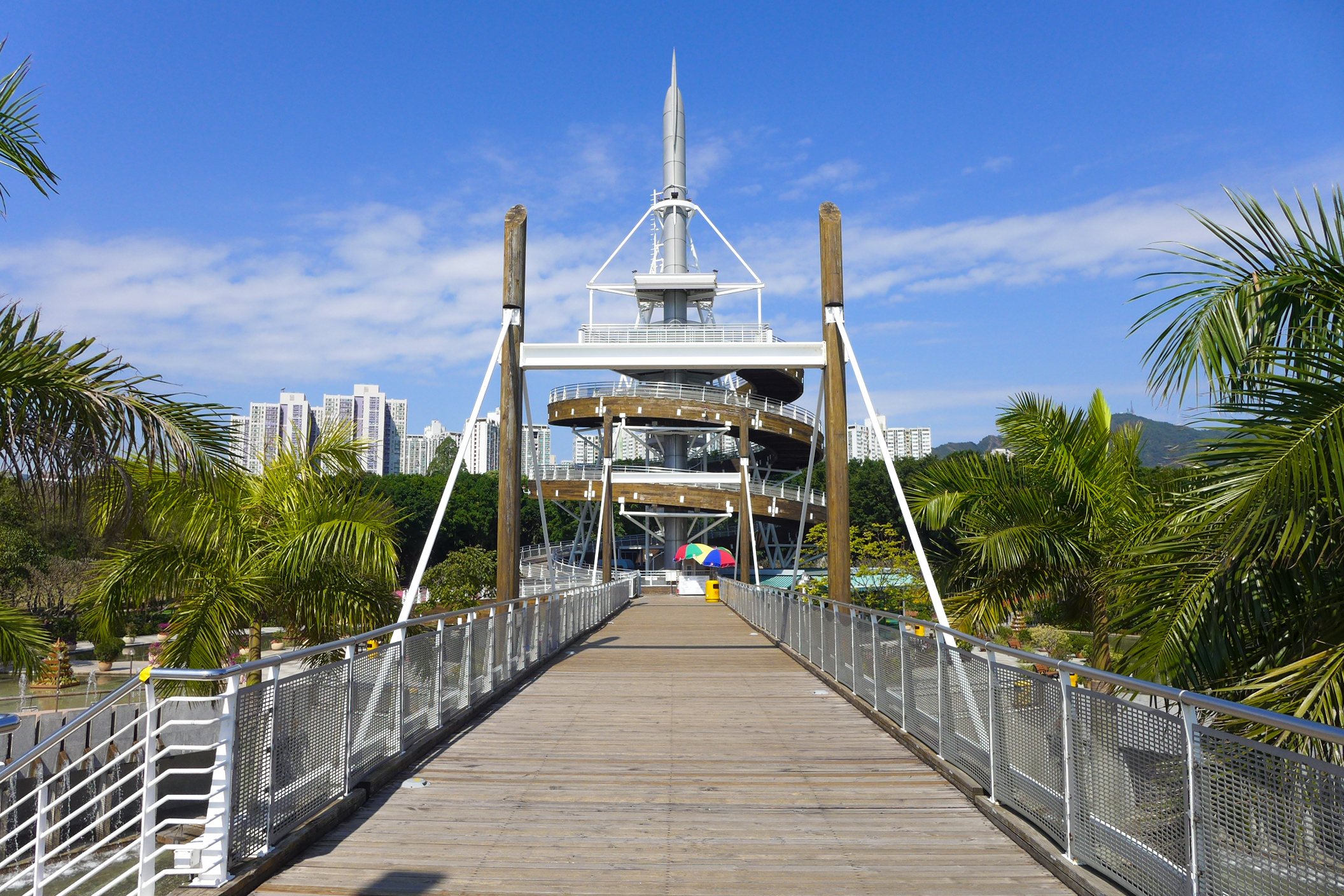
香港回歸紀念塔的正面
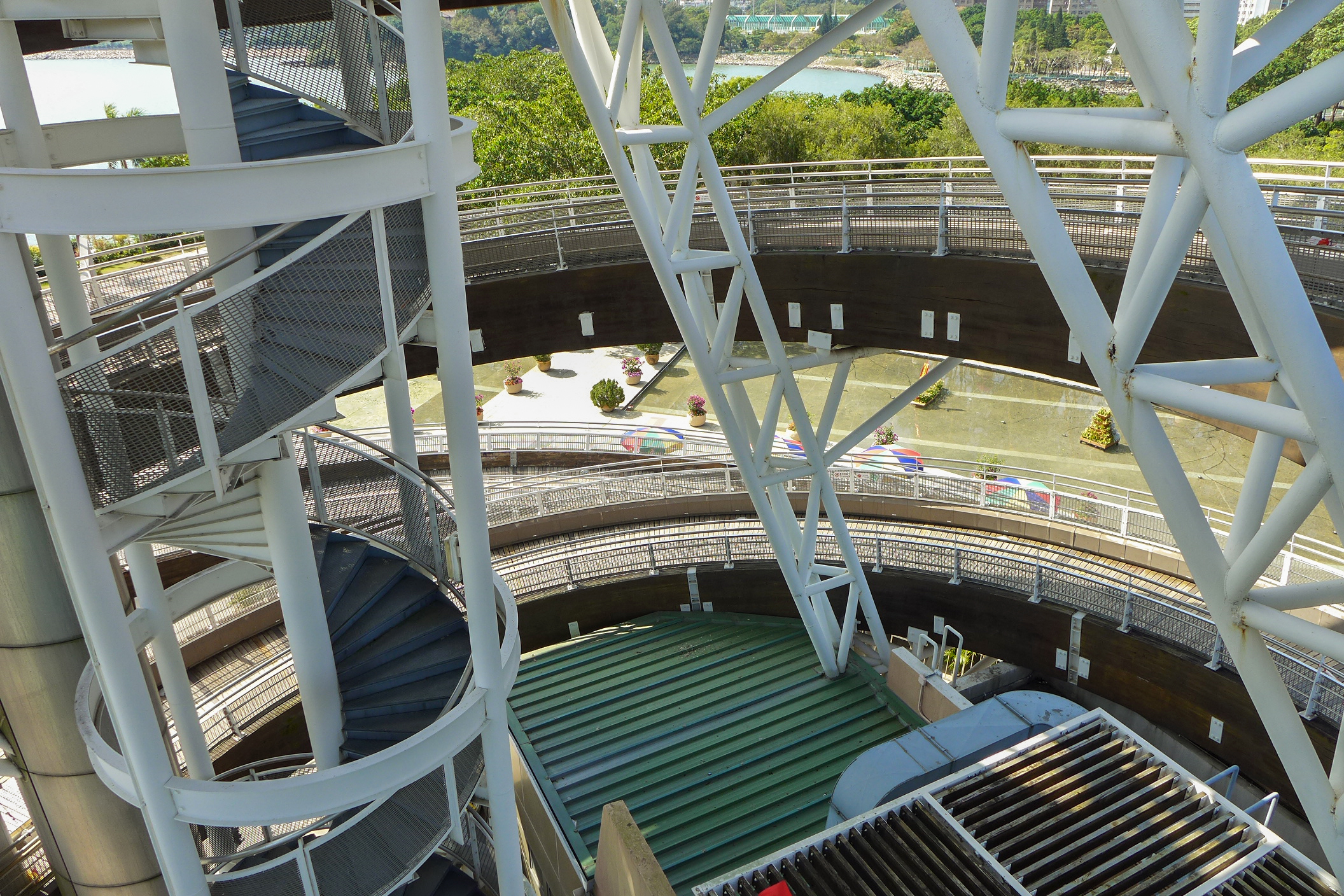
香港回歸紀念塔塔內的結構
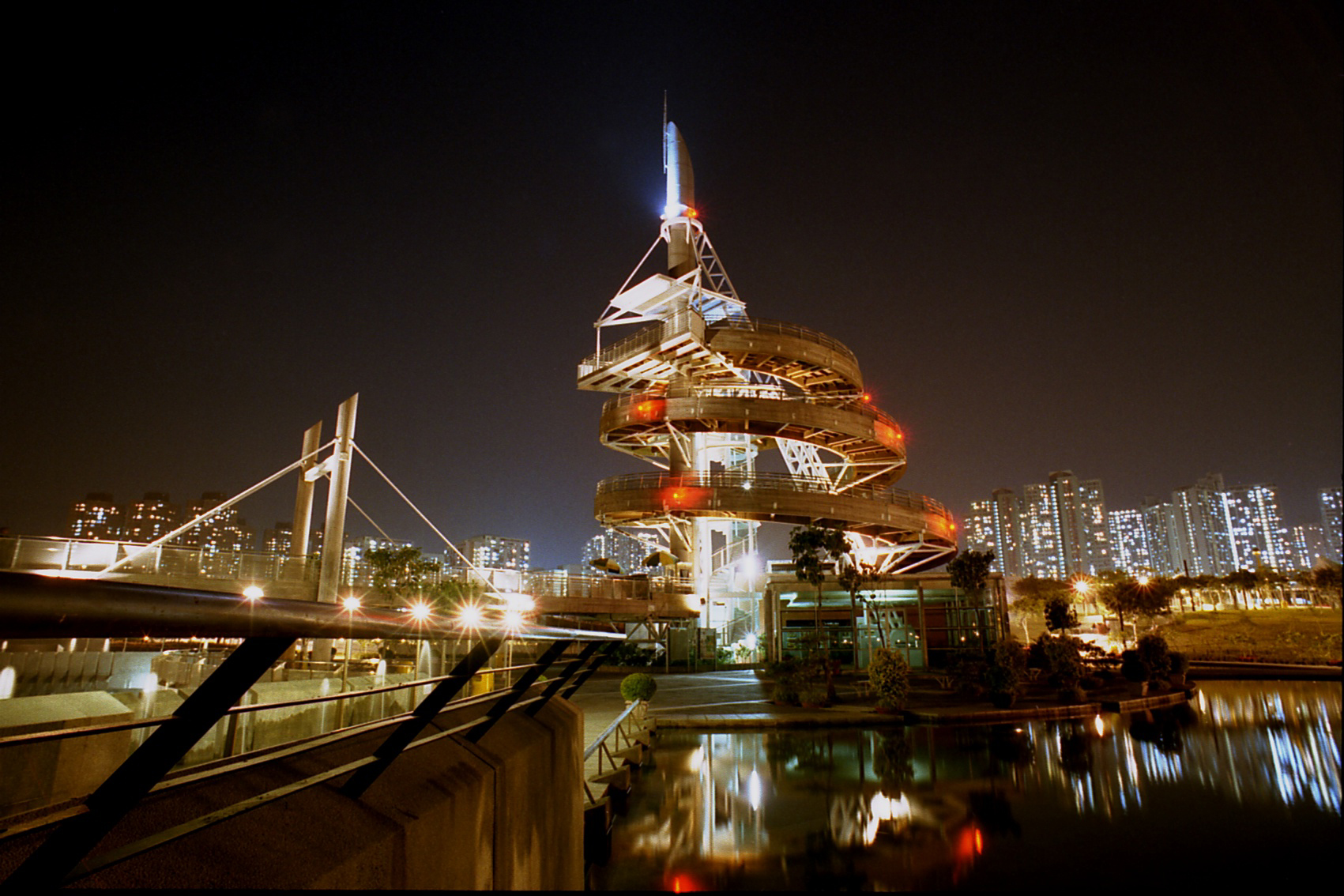
香港回歸紀念塔夜景
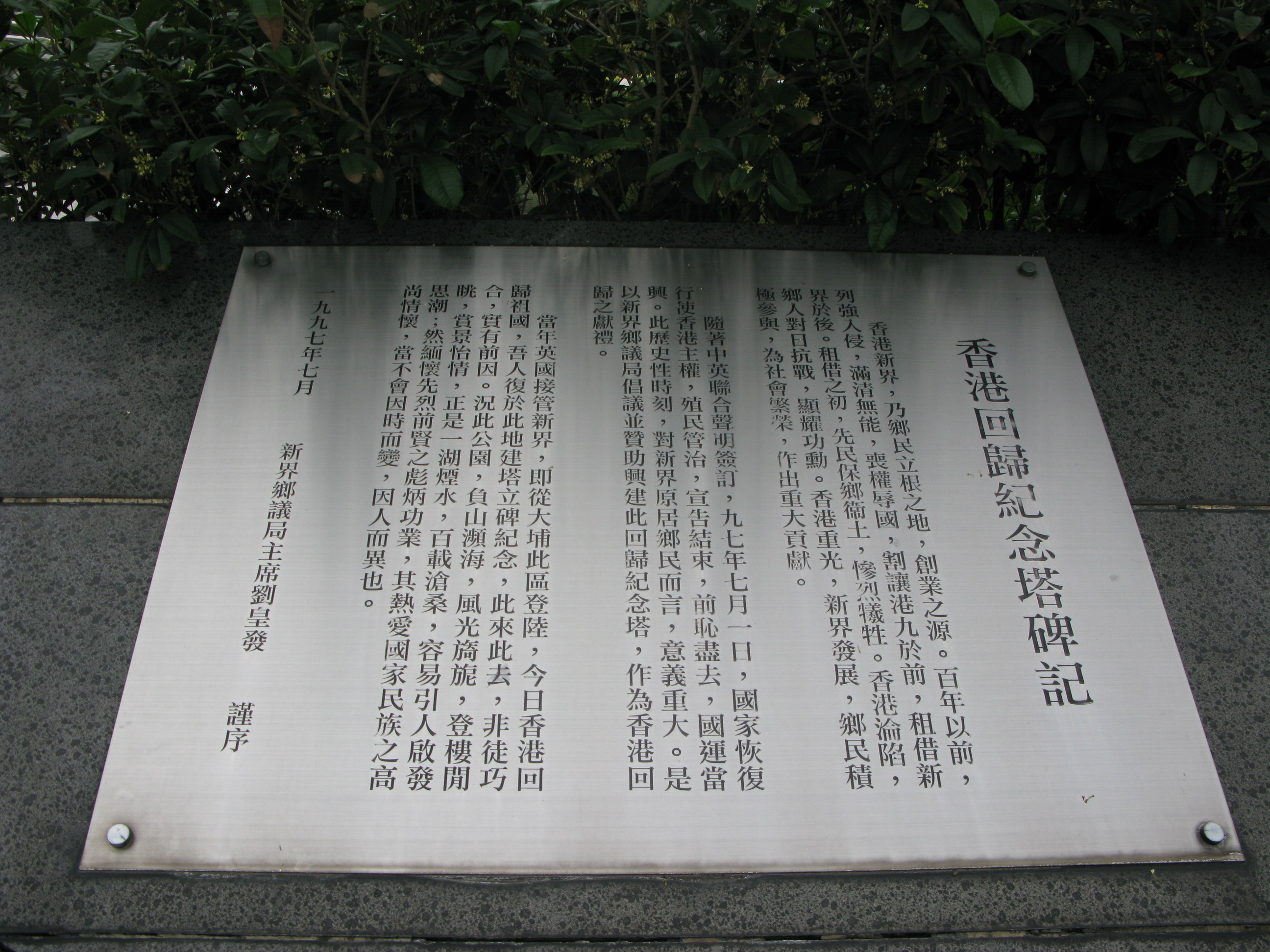
香港回歸紀念塔碑記